# XX. Olimpijske igre – München 1972.
XX. Olimpijske igre – München 1972.  održane su od 26. kolovoza do 11. rujna 1972. godine u Münchenu, u Njemačkoj. MOO je odabrao München za domaćina u konkurenciji ostalih gradova kandidata među kojima su bili Detroit, Madrid i Montreal. Bile su to druge Igre u povijesti održane u Njemačkoj, nakon Igara u Berlinu 1936. U želji da se Njemačka svijetu predstavi kao demokratska, moderna država puna optimizma domaćin je za slogan Igara odabrao službeni moto "the Happy Games" (na engleskom jeziku "sretne igre"), za logo su odabrali simbolizirano plavo sunce, a po prvi puta su Igre dobile i službenu maskotu, psića nazvanog "Waldi".
Nažalost, Igre se nisu pokazale sretnima, već upravo suprotno: tragičnima. Naime, u poznatom incidentu su palestinski teroristi iz organizacije zvane Crni rujan upali 5. rujna, 11-og dana Igara, u Olimpijsko selo, ubili dvojicu izraelskih športaša, a devetoricu uzeli za taoce. U nastavku drame, došlo je do pokolja. U minhenskoj (vojnoj) zračnoj luci, poslije neuspjele akcije spašavanja talaca, ubijeno je svih devet izraelskih športaša, petorica terorista i jedan njemački policajac. Svijet je bio u šoku, ali su Igre, nakon 34-satnog prekida, nastavljene.
Na Igrama je prvi puta uvedena i ceremonija zakletve sudaca, čime se željela istaknuti nepristranost suđenja. U športskom programu je također bilo promjena. Rukomet i streličarstvo su se vratili u program Igara, a uveden je i novi šport, kajak i kanu na divljim vodama.
U natjecateljskom programu valja istaknuti sljedeće športaše i događaje:
- Mark Spitz iz SAD-a je osvojio nevjerojatnih sedam zlatnih medalja, oborivši pri tome svjetske rekorde u svim tim disciplinama! Kako je na Igrama u Meksiku četiri godine ranije već osvojio dvije zlatne medalje, time je svoj ukupni broj zlatnih medalja s OI povećao na 9.
- Olga Korbut, gimnastičarka iz SSSR-a je osvojila tri zlatne medalje.
- U košarci je finalna utakmica između momčadi SAD-a i SSSR-a donijela nezapamćeni završetak. U posljednjih nekoliko sekundi, pri vodstvu momčadi SAD-a 50-49 dogodilo se nekoliko čudnih događanja: prvo je vrijeme isteklo tijekom prijašnjeg koša (slobodnih bacanja) SAD-a, ali je koš priznat i preostale vrijeme pomaknuto na 1 sekundu. Zatim je vrijeme ponovno isteklo u pokušaju napada momčadi SSSR-a te su Amerikanci već slavili pobjedu. Međutim, na žalbu Sovjeta ponovno su dodane nove tri sekunde, u kojima je Aleksandr Belov uspio ubaciti dva poena i time donijeti pobjedu svojem timu. Brojne nelogičnosti tijekom nekoliko zadnjih sekundi nisu nikad razjašnjene, iako je MOO čvrsto ostao pri odluci da je utakmica regularna. Momčad SAD-a, kojoj je to bio prvi poraz uopće na Olimpijskim igrama do tada, odbila je prihvatiti srebrne medalje i one su i danas izložene u Olimpijskom muzeju u Laussani.
- Atletičar Lasse Virén iz Finske je pobijedio u utrkama na 5,000 i 10,000 m (i to na 10000 m nakon pada tijekom utrke!), a taj će pothvat ponoviti i četiri godine kasnije na Igrama u Montrealu.
- Valerij Borzov, sprinter iz SSSR-a, je pobijedio na opće iznenađenje u utrkama na 100 m i 200 m. Svi su očekivali pobjedu nekog od atletičara iz SAD-a, prije svih favoriti su bili Rey Robinson i Eddie Hayes. Međutim, neshvatljivim previdom njihovog trenera dobili su krivu informaciju o vremenu starta utrke prednatjecanja na koje su zatim zakasnili, i jasno, ispali iz daljnjeg natjecanja bez plasmana.
- Osvajači zlatne i srebrne medalje u utrci na 400 m, Vincent Matthews i Wayne Collett iz SAD-a, su tijekom proglašenja pobjednika i izvođenja himne SAD-a ponašali se potpuno neprimjereno. Međusobno se šaleći i igrajući se osvojenim medaljama uopće nisu obraćali pažnju na svečanost trenutka podizanja njihove zastave i intonacije himne. Slijedila je kazna: doživotna zabrana nastupa na OI!
- Australska plivačica Shane Gould je osvojila tri zlata i dva srebra.
- Wim Ruska iz Nizozemske je postao prvi judoka koji je osvojio zlato u dvije kategorije na istim Igrama.

## Popis športova
| - atletika - biciklizam - boks - dizanje utega - gimnastika - hokej na travi - hrvanje - jedrenje |  | - džudo - kajak i kanu na mirnim i divljim vodama - košarka - konjički šport - mačevanje - moderni petoboj - nogomet - odbojka |  | - plivanje - rukomet - skokovi u vodu - streličarstvo - streljaštvo - vaterpolo - veslanje |

Na Igrama su bila i dva demonstracijska športa: badminton i skijanje na vodi.

## Popis podjele medalja
(Medalje domaćina posebno istaknute)
| Olimpijske igre 1972 |                  |       |        |        |        |
| Plasman              | Država           | Zlato | Srebro | Bronca | Ukupno |
| 1                    | SSSR             | 50    | 27     | 22     | 99     |
| 2                    | SAD              | 33    | 31     | 30     | 94     |
| 3                    | Istočna Njemačka | 20    | 23     | 23     | 66     |
| 4                    | Njemačka         | 13    | 11     | 16     | 40     |
| 5                    | Japan            | 13    | 8      | 8      | 29     |
| 6                    | Australija       | 8     | 7      | 2      | 17     |
| 7                    | Poljska          | 7     | 5      | 9      | 21     |
| 8                    | Mađarska         | 6     | 13     | 16     | 35     |
| 9                    | Bugarska         | 6     | 10     | 5      | 21     |
| 10                   | Italija          | 5     | 3      | 10     | 18     |
| 11                   | Švedska          | 4     | 6      | 6      | 16     |
| 12                   | Velika Britanija | 4     | 5      | 9      | 18     |
| 13                   | Rumunjska        | 3     | 6      | 7      | 16     |
| 14                   | Kuba             | 3     | 1      | 4      | 8      |
| 14                   | Finska           | 3     | 1      | 4      | 8      |
| 16                   | Nizozemska       | 3     | 1      | 1      | 5      |
| 17                   | Francuska        | 2     | 4      | 7      | 13     |
| 18                   | Čehoslovačka     | 2     | 4      | 2      | 8      |
| 19                   | Kenija           | 2     | 3      | 4      | 9      |
| 20                   | Jugoslavija      | 2     | 1      | 2      | 5      |
| 21                   | Norveška         | 2     | 1      | 1      | 4      |
| 22                   | Sjeverna Koreja  | 1     | 1      | 3      | 5      |
| 23                   | Novi Zeland      | 1     | 1      | 1      | 3      |
| 24                   | Uganda           | 1     | 1      | 0      | 2      |
| 25                   | Danska           | 1     | 0      | 0      | 1      |
| 26                   | Švicarska        | 0     | 3      | 0      | 3      |
| 27                   | Kanada           | 0     | 2      | 3      | 5      |
| 28                   | Iran             | 0     | 2      | 1      | 3      |
| 29                   | Belgija          | 0     | 2      | 0      | 2      |
| 29                   | Grčka            | 0     | 2      | 0      | 2      |
| 31                   | Austrija         | 0     | 1      | 2      | 3      |
| 31                   | Kolumbija        | 0     | 1      | 2      | 3      |
| 33                   | Argentina        | 0     | 1      | 0      | 1      |
| 33                   | Južna Koreja     | 0     | 1      | 0      | 1      |
| 33                   | Libanon          | 0     | 1      | 0      | 1      |
| 33                   | Meksiko          | 0     | 1      | 0      | 1      |
| 33                   | Mongolija        | 0     | 1      | 0      | 1      |
| 33                   | Pakistan         | 0     | 1      | 0      | 1      |
| 33                   | Tunis            | 0     | 1      | 0      | 1      |
| 33                   | Turska           | 0     | 1      | 0      | 1      |
| 41                   | Etiopija         | 0     | 0      | 2      | 2      |
| 42                   | Brazil           | 0     | 0      | 2      | 2      |
| 43                   | Gana             | 0     | 0      | 1      | 1      |
| 43                   | Indija           | 0     | 0      | 1      | 1      |
| 43                   | Jamajka          | 0     | 0      | 1      | 1      |
| 43                   | Niger            | 0     | 0      | 1      | 1      |
| 43                   | Nigerija         | 0     | 0      | 1      | 1      |
| 43                   | Španjolska       | 0     | 0      | 1      | 1      |
|                      | Ukupno           | 195   | 195    | 210    | 600    |